# El Vizcaino
El Vizcaino biosfärområde skapades 1988 och ligger i mitten av halvön Baja California mellan Stilla havet och Californiaviken. Med en landareal på över 143 600 km² är det det största vildmarksområdet i hela Latinamerika och också det mest skiftande.

## Första invånarna
Cochimi befolkade först regionen för omkring 11 000 år sedan då de som nomader kom norrifrån till den amerikanska kontinenten. Dessa nomadiska vandrare levde i skydd av grottorna i bergskedjan Sierra San Francisco. Resenärer som idag gör utflykter i bergsregionen kan än idag se deras grottkonst.

## Unika för Baja
Djur och växter i territoriet har anpassat sig till regionens extrema ökenförhållanden med minimalt regnfall, intensiva vindar och ett ekosystem som skapat tusentals endemiska växt- och djurarter som inte hittas på någon annan plats.

## Fauna
Djur som har anpassat sig till dessa extrema förhållanden innefattar en blandning av nattdjur som prärievarg, gnagare, och harar; andra har anpassat sig till att endast leva på vatten från suckulenter.  Outstanding among the däggdjuren är Baja California Pronghorn (Antilocapra americana peninsularis), en endemisk underart till Gaffelantilopen, som är en av de mest snabbfotade däggdjuren på jorden. Den sista populationen av denna underart finns i regionen. Vizcaino är även habitat för Nelsons tjockhornsfår (Ovis canadensis nelsoni), svartsvanshjort (Odocoileus hemionus peninsulae), och dussintals fågelarter. Av särskild betydelse är: fiskljusar, skarvar, hägrar och måsar och trutar samt fyra arter havssköldpaddor. Längs kusten och öarna finns det många marina däggdjur, såsom Nordlig sjöelefant (Mirounga angustirostris), Kaliforniskt sjölejon (Zalophus californianus), delfiner och gråval (Eschrichtius robustus).